# Junge Volkspartei
De Junge Volkspartei (Nederlands: Jonge Volkspartij, JVP) is de jeugdafdeling van de Oostenrijkse Volkspartij (ÖVP), een partij die politiek actief is in Oostenrijk. Net als de ÖVP is de JVP (ook wel Junge ÖVP genoemd) de christendemocratische beginselen toegedaan.

## Oprichting en geschiedenis
De JVP ontstond in 1945 als jeugdorganisatie van de ÖVP onder de naam Österreichische Jugendbewegung (ÖJB). Tot eerste voorzitter werd Franz Kittel gekozen. In 1971 werd de huidige naam aangenomen en werd de JVP een deelorganisatie van de Österreichische Volkspartei. In de jaren tachtig van de vorige eeuw ontwikkelde de JVP zich onder het leiderschap van Othmar Karas in pro-Europese richting en streefde naar toetreding van Oostenrijk tot de Europese Gemeenschap. Sinds de toetreding in 1995 een feit is zet de JVP zich vooral in voor de verbreiding van de Europese gedachte en verzet zich tegen de euroscepsis die opgang maakt in het land.
Silvia Grünberger was van 2001 tot 2009 de eerste vrouwelijke bondsvoorzitter. Zij werd in 2009 opgevolgd door Sebastian Kurz, die later bondskanselier van Oostenrijk zou worden. Sinds 2021 is Claudia Plakolm voorzitter van de JVP.

## Ideologie
De JVP is christelijk-sociaal, liberaal en pro-Europees.

## Lidmaatschap
Jongeren tot 35 jaar kunnen lid worden van de JVP. De minimumleeftijd om toe te treden is 15 jaar.

## YEPP
De JVP is aangesloten bij de Youth of the European People’s Party (YEPP), de jongerenpartij van de Europese Volkspartij.

## Lijst van bondsvoorzitters

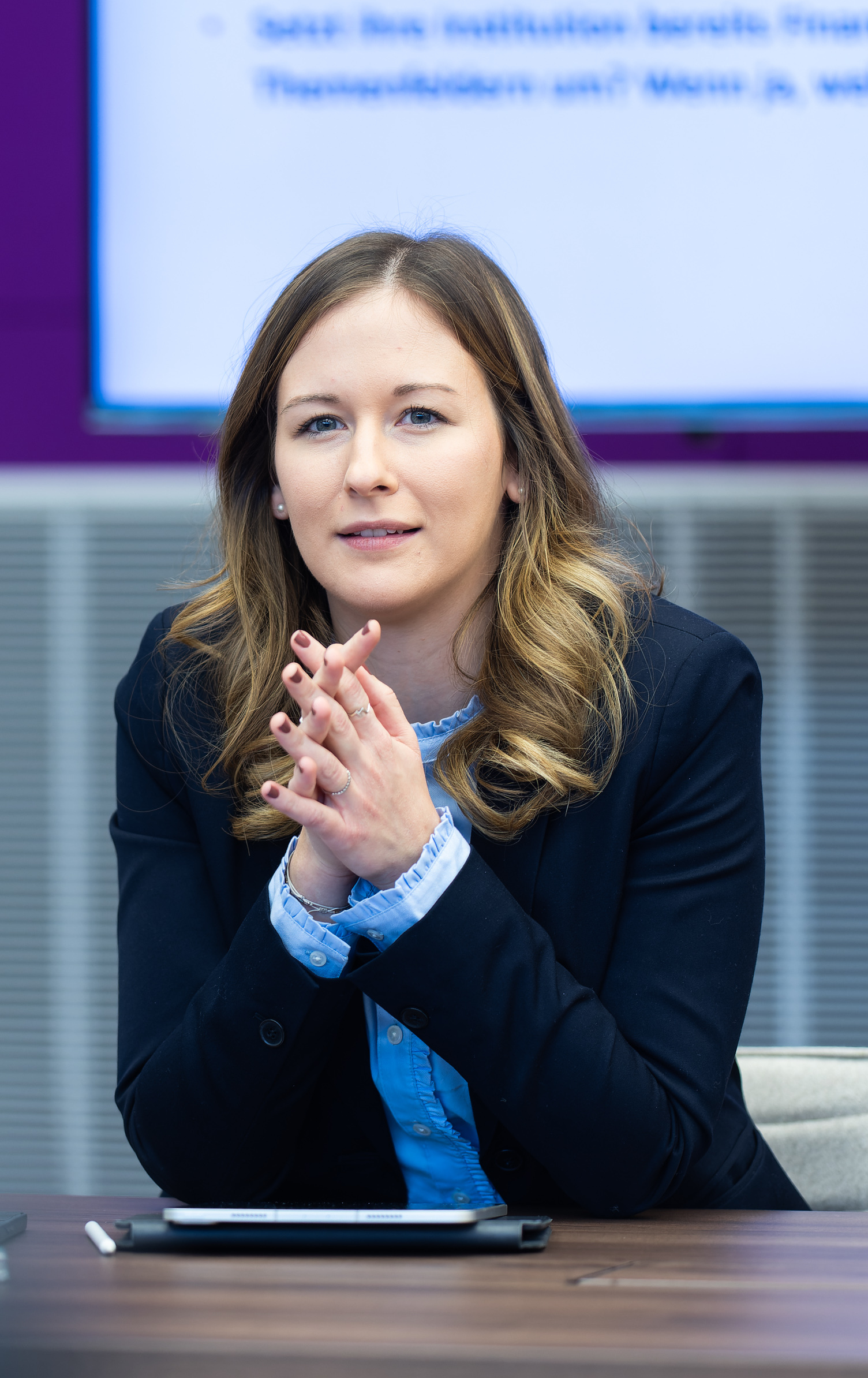
Voorzitter Claudia Plakolm

- Franz Kittel (1945–1946)
- Josef Hans (1946–1950)
- Karl Ryker (1950–1955)
- Karl Haider (1955–1960)
- Otto Müller (1960)
- Fritz König (1960–1972)
- Josef Höchtl (1972–1981)
- Othmar Karas (1981–1990)
- Harald Himmer (1990–1993)
- Werner Amon (1993–2001)
- Silvia Grünberger (2001–2009)
- Sebastian Kurz (2009–2017)
- Stefan Schnöll (2017–2021)
- Claudia Plakolm (2021–heden)